# Attagenus trifasciatus
Attagenus trifasciatus es una especie de coleóptero de la familia Dermestidae.

## Distribución geográfica
Se distribuyen por el Paleártico sur: norte de África y sur de Europa.